# Gedung Nasional
Gedung Nasional is een bestuurslaag in het regentschap Pangkal Pinang van de provincie Bangka-Belitung, Indonesië. Gedung Nasional telt 3349 inwoners (volkstelling 2010).